# Bandikot indochiński
Bandikot indochiński (Bandicota savilei) – gatunek ssaka z podrodziny myszy (Murinae) w obrębie rodziny myszowatych (Muridae), występujący w Azji Południowej i Południowo-Wschodniej.

## Taksonomia
Gatunek po raz pierwszy zgodnie z zasadami nazewnictwa binominalnego opisał w 1916 roku brytyjski zoolog Oldfield Thomas nadając mu nazwę Bandicota savilei. Holotyp pochodził z góry Puppa, na wysokości około 2500 ft (762 m), w suchej strefie Mjanmy. 
Morfologicznie jest bliższy B. indica niż B. bengalensis, choć jest mylony także z tym drugim gatunkiem. Takson politypowy, ale liczba, rozpoznanie i rozmieszczenie podgatunków wymagają przeglądu taksonomicznego; do tego czasu autorzy Illustrated Checklist of the Mammals of the World uznają ten takson za gatunek monotypowy. 

### Etymologia
- Bandicota: zniekształcona nazwa pandi-kokku oznaczająca w telegu „świnio-szczura”. Rodzima nazwa bandikota odnosi się do jego zwyczaju chrząkania jak świnia podczas ataku lub podczas biegania w nocy[11].
- savilei: Sir Leopold Halliday Savile (1870–1953), brytyjski inżynier budownictwa lądowego oraz prezes Institution of Civil Engineers w latach 1940–1941[12].

## Wygląd
Bandikot indochiński osiąga długość ciała (bez ogona) 145–225 mm, długość ogona 75–178 mm, długość ucha 22–26 mm, długość tylnej stopy 33–40 mm; masa ciała 140–220 g. Ma miększe futro niż inne bandikoty. Wierzch ciała jest okryty mieszanką płowych i czarnych włosów, przez co wygląda na szarobrązowy lub rudobrązowy. Spód ciała jest płowoszary, włosy mają szarą nasadę i płowe końcówki. Ogon jest jednolicie szarobrązowy, czasem ma biały czubek. Stopy są szare. Bandikot indyjski jest większy od indochińskiego, zaś bandikot bengalski ma między innymi bardziej zadarty nos niż bandikot indochiński. Szczur wędrowny (Rattus norvegicus) również wygląda podobnie, ale ma białe stopy i węższe siekacze.

## Występowanie
Bandikot indochiński występuje na Półwyspie Indochińskim. Jest spotykany w środkowej Mjanmie, Tajlandii, Kambodży i Wietnamie; być może zamieszkuje też nizinne obszary Laosu.

## Ekologia
Potrafi się adaptować do zmian środowiska wywołanych działalnością człowieka, żeruje na polach ryżowych i w uprawach kukurydzy, jest spotykany także na skraju lasów. Prowadzi głównie nocny tryb życia.

## Populacja
Międzynarodowa Unia Ochrony Przyrody uznaje bandikota indochińskiego za gatunek najmniejszej troski. Nie są znane zagrożenia dla istnienia gatunku, chociaż jest on zabijany dla pożywienia i jako szkodnik. Ocenia się, że jego liczebność jest stabilna, lokalnie jest liczny.